# SummerSlam (1999)
SummerSlam (1999) — щорічне pay-per-view шоу «SummerSlam», що проводиться федерацією реслінгу WWE. Шоу відбулося 22 серпня 1999 року в Таргет-центр у місті Міннеаполіс, Міннесота, США. Це було 12 шоу в історії «SummerSlam». Під час шоу відбулося 9 матчів і було розіграно 6 чемпіонських титулів..